# Hudson-öböli farkas
A Hudson-öböli farkas (Canis lupus hudsonicus), a szürke farkas (Canis lupus) észak-amerikai alfaja.
Kanadában, javarészt a Hudson-öböl térségében él.
Világos színű, közepes termetű farkas, télen majdnem fehér színű.
Gyakran nevezik kanadai tundrafarkasnak is.
A rénszarvas csordákat követve vándorolnak az év folyamán.